# The Itchy and Scratchy Game
The Itchy and Scratchy Game est un jeu vidéo de plate-forme et d'action sorti en 1995 sur Game Gear, Mega Drive et Super Nintendo. Le jeu a été développé par Bits Corporations puis édité par Acclaim,,,.
Il est basé sur les personnages Itchy et Scratchy, qui apparaissent dans la série Les Simpson.
Il y a 7 niveaux dans le jeu :
1. Juracid Bath (Monde Préhistorique)
2. The Medieval Dead (Château Médiéval)
3. Mutilation on the Bounty (Bateau de pirates)
4. The Pusseidon Adventure (Sous la mer)
5. The Magnificent Severed (Le vieil Ouest)
6. A Site For Sawed Eyes (Site de construction)
7. Disassembly Line (Usine)